# Hyōga Ōta
Hyōga Ōta (jap. 太田彪雅 Ōta Hyōga; ur. 9 grudnia 1997) – japoński judoka. 
Uczestnik mistrzostw świata w 2024 i 2025, a także zdobył trzy medale w drużynie. Startował w Pucharze Świata w 2017. Piąty na igrzyskach azjatyckich w 2022. Triumfator mistrzostw Azji w 2024. Wygrał Uniwersjadę w 2017. Pierwszy na mistrzostwach kraju w 2021, 2023, 2024 i 2025; drugi w 2020; trzeci w 2017, 2019 i 2023 roku.